# Euphrasia omeri
Euphrasia omeri är en snyltrotsväxtart som beskrevs av Mohammad Qaiser och Siddiqui. Euphrasia omeri ingår i släktet ögontröster, och familjen snyltrotsväxter. Inga underarter finns listade i Catalogue of Life.